# Territorios de Progreso
Territorios de Progreso – Movimiento Reformista Social (francés: Territoires de progrès – Mouvement social-réformiste, TDP) es un partido político francés de centro a centroizquierda. Fue fundado en febrero de 2020 por los ministros del Partido Socialista Jean-Yves Le Drian y Olivier Dussopt, quienes desertaron para unirse a la mayoría presidencial (La República en Marcha) de Emmanuel Macron. Desde octubre de 2021, el presidente del partido es Olivier Dussopt. El partido constituye el ala socialdemócrata o de centroizquierda de la mayoría presidencial.
A partir de 2022, tiene 46 miembros del parlamento. Élisabeth Borne es miembro regular del partido que, el 16 de mayo de 2022, fue nombrada por el presidente Macron como primera ministra en reemplazo de Jean Castex.

## Creación
El partido se lanzó oficialmente el 1 de febrero de 2020, durante una reunión en Pantin, en Seine-Saint-Denis, y luego se presentó en una conferencia de prensa el 2 de julio de 2020. El senador Xavier Iacovelli se convirtió en su secretario general.
El partido se define a sí mismo como "socialdemócrata, reformista y europeísta".